# Malkolm Moënza
Malkolm Staffan Moënza, född 15 november 1993, är en svensk-Guadeloupisk fotbollsspelare som spelar för Utsiktens BK. Han spelar främst som vänsterback eller vänstermittfältare.

## Karriär
Han startade karriären i Sandarna BK, vilket han 2006 lämnade för Gais. Moënza debuterade i A-laget mot Malmö FF 2012.
I juli 2017 värvades Moënza av Dalkurd FF, där han skrev på ett 2,5-årskontrakt. Efter säsongen 2019 lämnade Moënza klubben.
I januari 2020 värvades Moënza av slovakiska Spartak Trnava. Han debuterade i Slovakiska superligan den 16 februari 2020 i en 0–0-match mot Slovan Bratislava. I augusti 2020 återvände Moënza till Dalkurd FF, där han skrev på ett 1,5-årskontrakt.
Inför säsongen 2021 blev det klart att Moënza återvände till sin moderklubb GAIS, där han skrev på ett tvåårskontrakt. I december 2021 värvades Moënza av Jönköpings Södra, där han skrev på ett tvåårskontrakt. Inför säsongen 2024 blev Moënza klar för Utsiktens BK.